# Ligando quiral
En química, un ligando quiral es un ligando especialmente adaptado usado para síntesis asimétrica. Este ligando es un compuesto orgánico enantiopuro que combina con un centro metálico por quelación para formar un catalizador asimétrico. Este catalizador interviene en una reacción química y transfiere su quiralidad al producto de reacción, que como resulta también se vuelve quiral. En una reacción ideal, un equivalente de catalizador puede cambiar muchos más equivalentes de reactante, lo que permite la síntesis de grandes cantidad de un compuesto quiral, a partir de precursores aquirales, con la ayuda de una cantidad muy pequeña de un ligando quiral, frecuentemente barato.

## Primer descubrimiento
El primero de tales ligandos, la difosfina (DiPAMP) fue desarrollada en 1968 por William S. Knowles de la Monsanto Company, quien ganó el Premio Nobel de Química en el 2001, y finalmente lo utilizó en la producción industrial de L-DOPA.

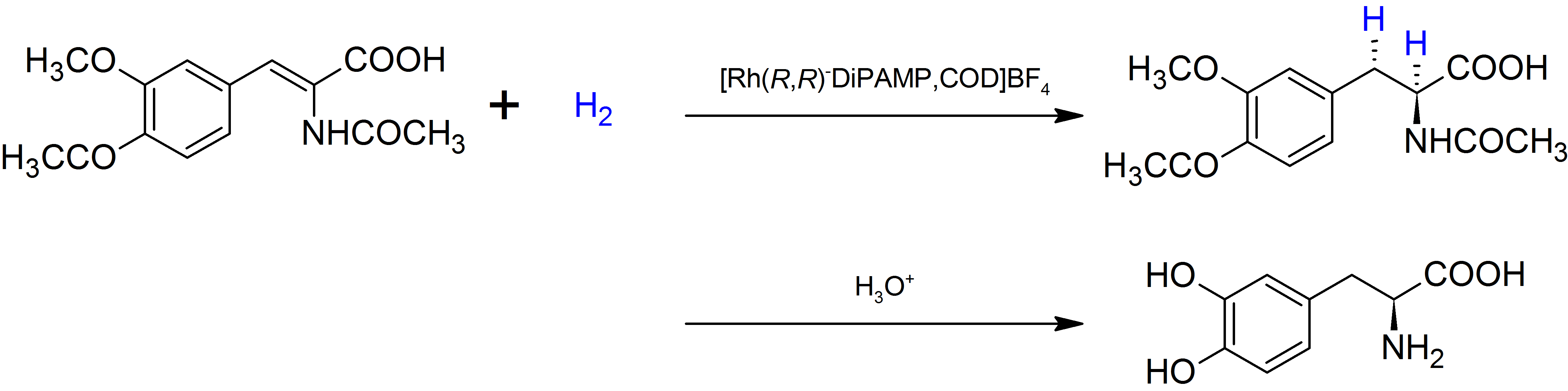
Síntesis asimétrica de L-DOPA.

## Ligandos privilegiados
Desde entonces, se ha preparado y probado muchos ligandos quirales, pero solo se ha encontrado algunas clases de compuestos con aplicación general. Entonces, estos ligandos son denominados ligandos privilegiados. Algunos miembros importantes representados más adelante son BINOL, BINAP, TADDOL, DIOP, BOX y DuPhos (un ligando fosfina), todos disponibles como pares enantioméricos.

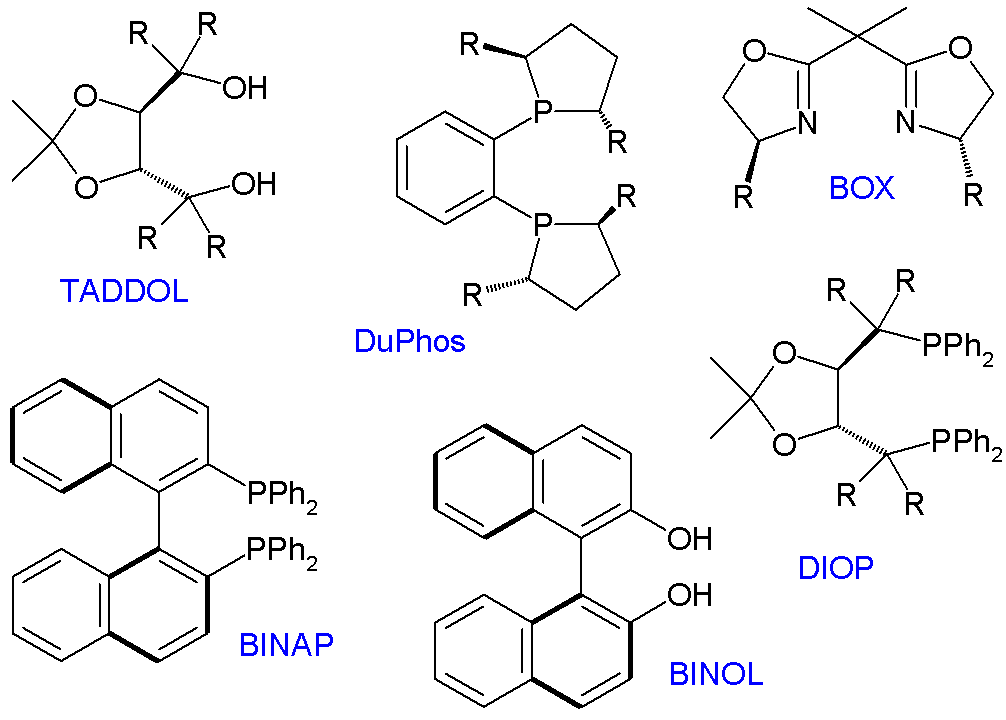
Una selección de ligandos quirales.

Otros miembros son el ligando de Salen, los alcaloides cincona y las fosforamiditas. Muchos de estos ligandos poseen simetría C2, que limita el número de posibles trayectorias de reacción, y en consecuencia incrementa la enantioselectividad.